# Eric Rhönnstad
Olof Erik (Eric) Rhönnstad, ursprungligen Andersson, född 9 oktober 1909 i Silbodals församling i Värmlands län, död 13 mars 1980 i Arvika östra församling, var en svensk konstnär. 
Rhönnstad var verksam i Värmland och Arvika under hela sin livstid. Han verkade främst som porträtt- och landskapsmålare – gärna med vintermotiv – men var också utbildad som frihandstecknare och keramiker. Hans yrkesverksamma år som konstnär sträckte sig mellan 1933 och 1980, även om en del tavlor är daterade före 1933. Sistnämnda år debuterade han på Arvikautställningen. 1986 anordnades en minnesutställning med Rhönnstads verk på Arvika Nyheters galleri. En del bilder visades även på Arvika Expo 1997. 
Eric Rhönnstad var far till Olle Rhönnstad.